# Sportski centar Boris Trajkovski
Das Sportski centar Boris Trajkovski (mazedonisch Спортски центар Борис Трајковски, deutsch Sportzentrum Boris Trajkovski) ist eine Mehrzweckhalle im Bezirk Karpoš der nordmazedonischen Hauptstadt Skopje. Die Halle verfügt über 6000 festinstallierte Plätze. Sie können durch 2000 mobile Plätze erweitert werden. Das Fußballstadion Toše-Proeski-Arena, Nationalstadion des Landes, liegt etwa zwei Kilometer östlich vom Sportzentrum.

## Geschichte
Der damalige Staat Mazedonien ließ den Komplex errichten. Der Bau begann im Juni 2004. Das Sportzentrum trägt den Namen des früheren Staatspräsidenten Boris Trajkovski, der kurz vor dem Baubeginn am 26. Februar 2004 bei einem Flugzeugabsturz nahe Stolac, Bosnien und Herzegowina, ums Leben kam. Am 22. Mai 2008 wurde der Komplex mit einem Auftritt der Basketball-Showmannschaft Harlem Globetrotters eingeweiht. Im Dezember des Jahres war er, neben dem Sportska sala Biljanini Izvori in Ohrid, Austragungsort der Handball-Europameisterschaft der Frauen. Vierzehn Jahre später ist die Sportarena auch für Handball-Europameisterschaft der Frauen 2022 in Nordmazedonien, Montenegro und Slowenien eingeplant. Die Nationalmannschaften im Basketball (Männer und Frauen), Handball (Männer und Frauen) und Volleyball (Männer und Frauen) tragen ihre Partien im Sportzentrum aus. Der Basketballverein KK Karpoš Sokoli ist ebenfalls Nutzer der Sportstätte.
Durch einen zweijährigen Sponsorenvertrag im Februar 2016, inklusive Option auf zwei weitere Jahre, mit dem Telekommunikationsunternehmen One.Vip hieß die Anlage VIP Arena. 2019 benannte sich One.Vip in A1 Makedonija um und das Sportzentrum wechselte seinen Namen in А1 Арена Борис Трајковски, (deutsch A1 Arena Boris Trajkovski).

## Sportzentrum Boris Trajkovski
Das Sportski centar bietet zwei Hallen unter einem Dach. Die große Halle verfügt bei Konzerten, inklusive Innenraum, über maximal 10.000 Plätze. Die kleine Halle mit 500 Plätzen wird für das Training oder Veranstaltungen mit weniger Zuschauern genutzt. Zum Sportzentrum gehören neben der Mehrzweckhalle weitere Sport- und Freizeitangebote. Das Hallenbad verfügt über drei Schwimmbecken und eine Tribüne mit 450 Sitzplätzen. Das größte Becken misst 33 × 25 m bei zwei Meter Tiefe. Das mittlere Becken misst 20 × 6 m bei Tiefen von 60 bis 120 cm. Der kleinste Pool hat die Abmessungen 12 × 8 m und eine Tiefe von 75 cm. Der 2013 eröffnete Wasserpark auf 12.000 m² Fläche bietet zehn Wasserrutschen, ein Kinderbecken, ein Wellenbad, ein Verwaltungsgebäude mit Restaurant, drei Cafés, Toiletten, Umkleidekabinen und einen Erste-Hilfe-Bereich. Die Bowlinganlage mit acht Bahnen, 120 Plätzen und Umkleidekabinen befindet sich im Westen des Sportzentrums mit eigenem Eingang, Parkplätzen und einer Terrasse. Des Weiteren stehen u. a. eine Kaffeebar und Cafeteria mit Platz für bis zu 65 Gästen und ein Bowlingschuhverleih zur Verfügung. Die Anlage entspricht den Anforderungen der World Ninepin Bowling Association und ist zur Durchführung von Wettbewerben zertifiziert. Ein Raum für Rhythmische Sportgymnastik bietet Platz für bis zu 25 Kinder. Das Fitnessstudio mit 300 m² ist klimatisiert und bietet Duschen und Umkleidekabinen. Ein Raum wird für Aerobic und Pilates genutzt. Die überdachte, aber offene, Eisfläche neben der Halle besitzt die Maße 56 × 25 m und wurde im März 2011 in Betrieb genommen. Neben Eishockey und Eiskunstlauf kann sie auch für öffentliches Schlittschuhlaufen genutzt werden. Ebenfalls 2011 wurde die Kartbahn eröffnet. Im Tagungssaal lässt sich z. B. für Pressekonferenzen, Kongresse, oder Präsentationen nutzen. Er bietet bis zu 150 Plätze, die von 25 bis 150 Plätze, je nach Anlass, konfiguriert werden können. Die Halle verfügt auch über einen Saunabereich. Der Tischtennisclub mit fünf Tischen bietet Einblick in den Innenraum der Halle. Eine kleine Tennisanlage mit mehreren Hartplätzen gehört auch zum Sportzentrum.
Die große Halle ist auch Schauplatz von Kulturveranstaltungen, Messen, Ausstellungen und Konzerten.
Es stehen auf dem Gelände 800 PKW-Parkplätze, 32 Busplätze und drei Stellplätze für Übertragungswagen zur Verfügung.

## Galerie

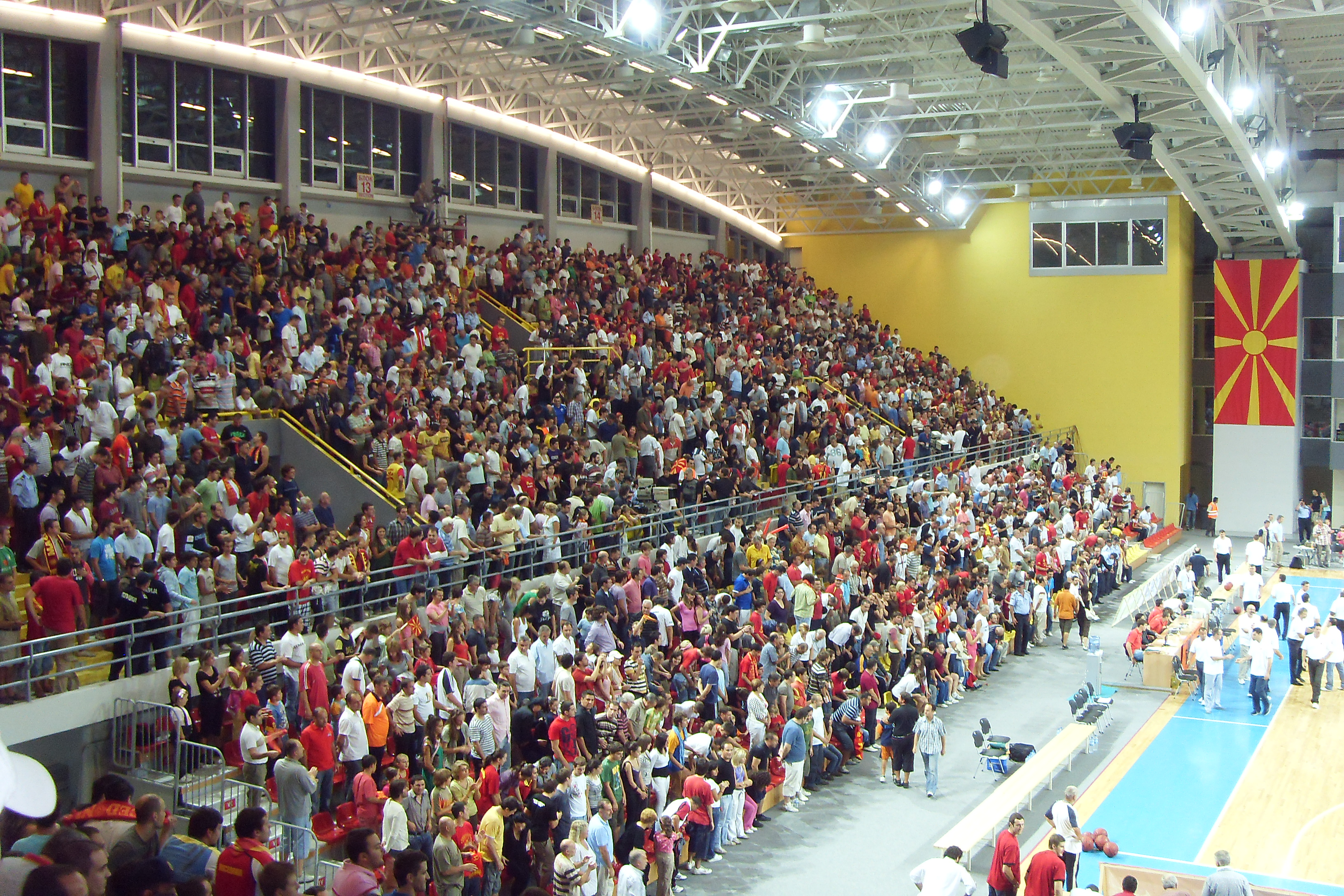
Nordtribüne der Halle (September 2008)
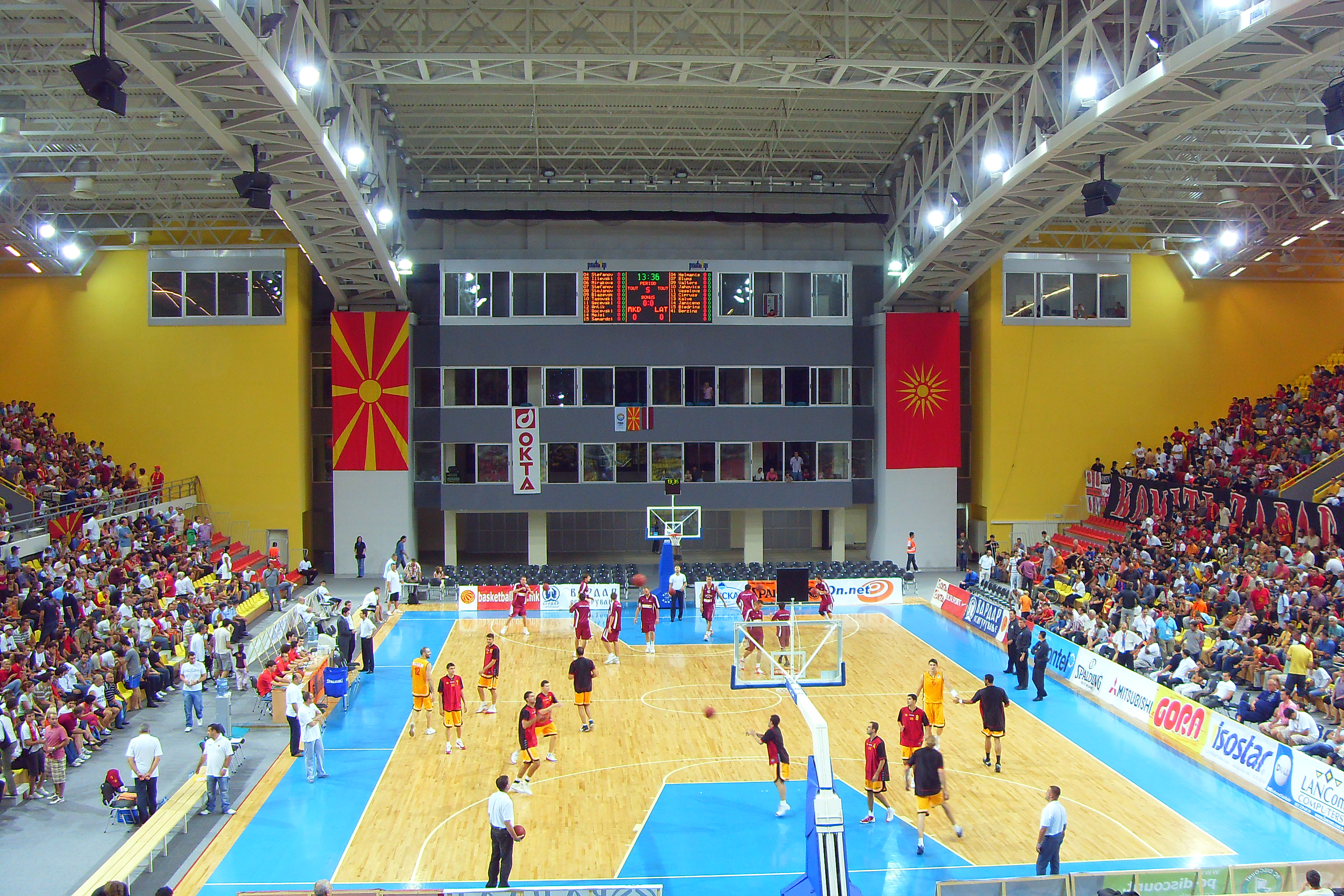
Ostseite der Arena (September 2008)
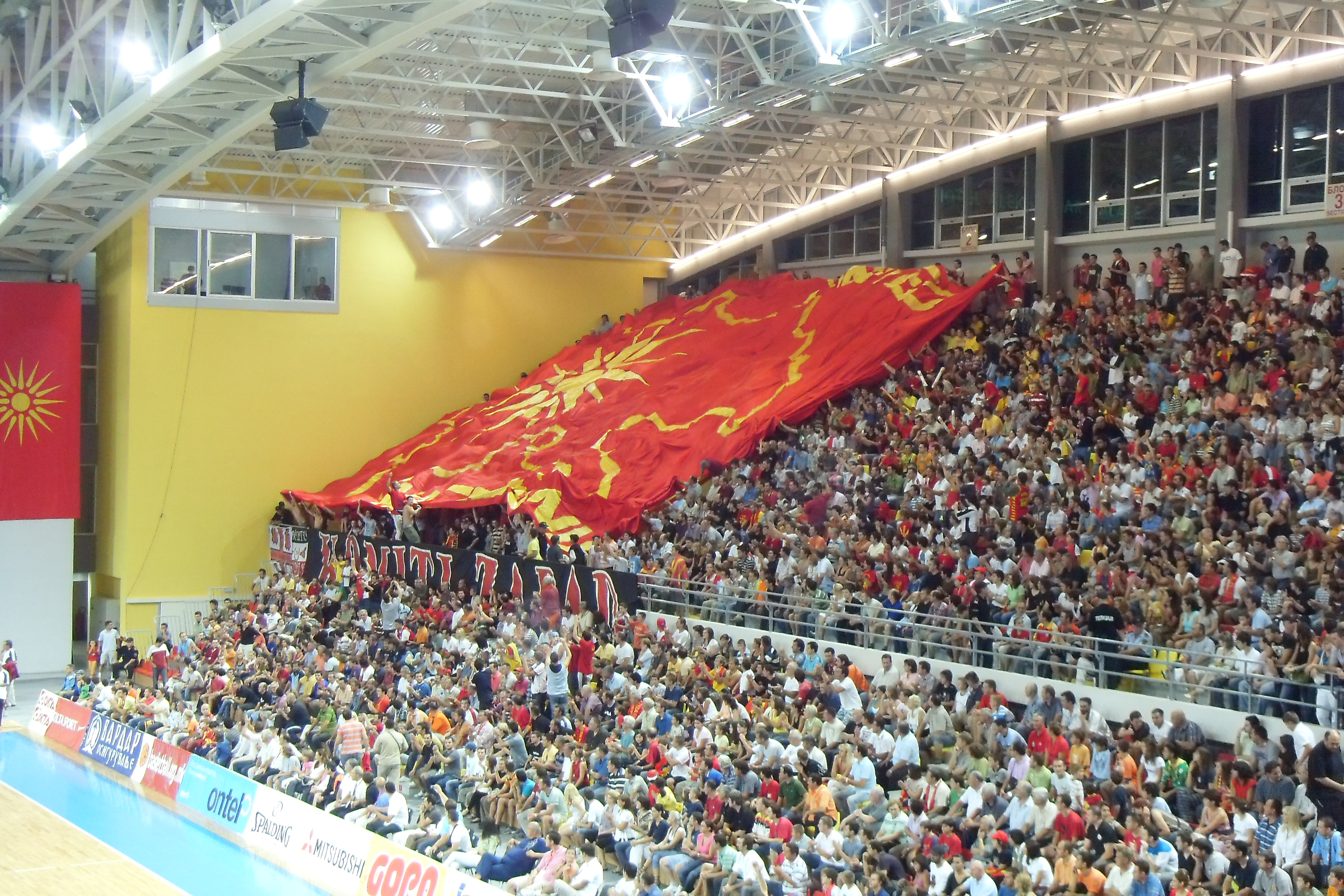
Südtribüne der Halle (September 2008)
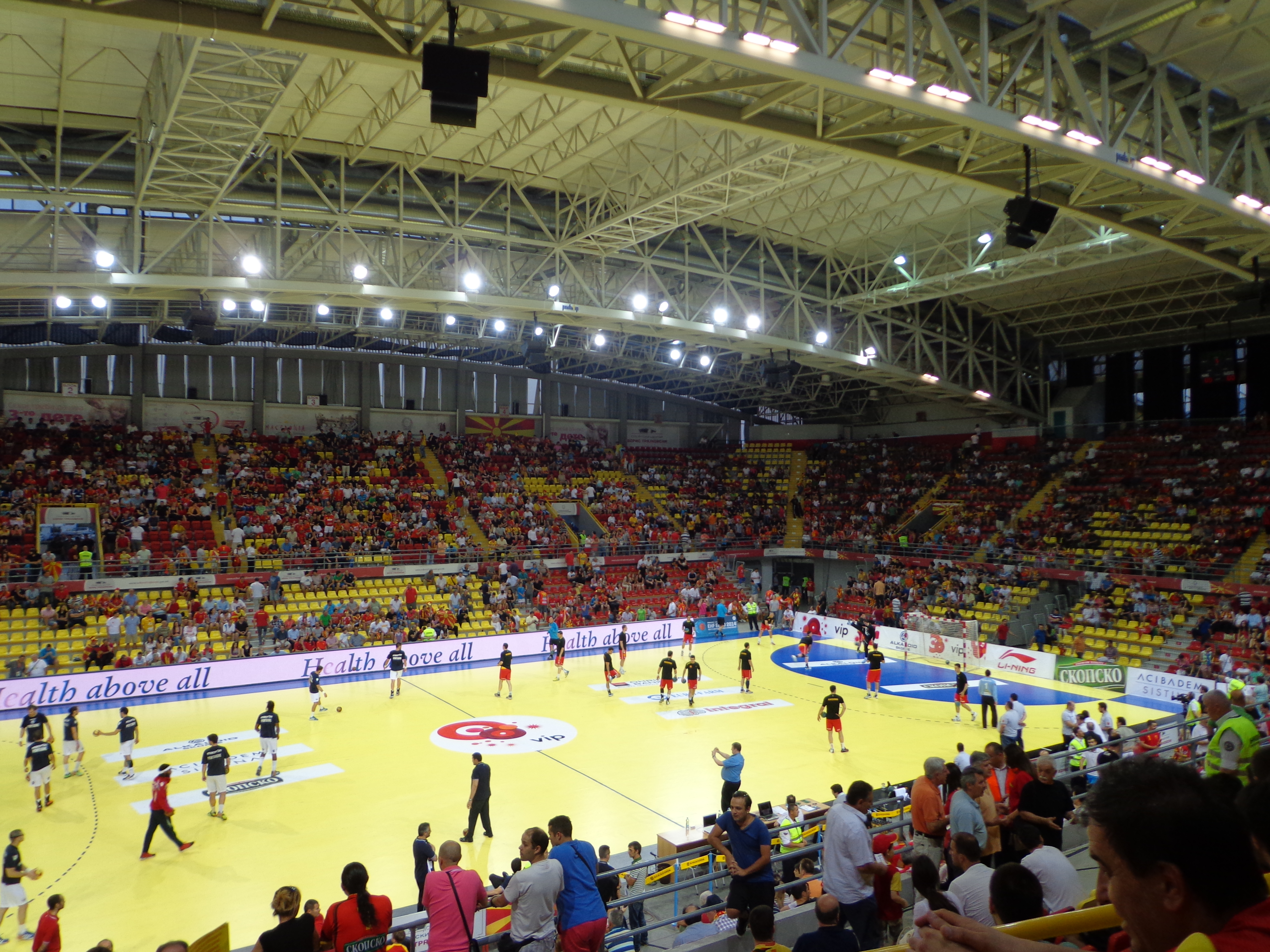
Qualifikationsspiel zur Handball-Europameisterschaft der Männer 2014 am 16. Juni 2013 zwischen Mazedonien und Portugal (26:19)
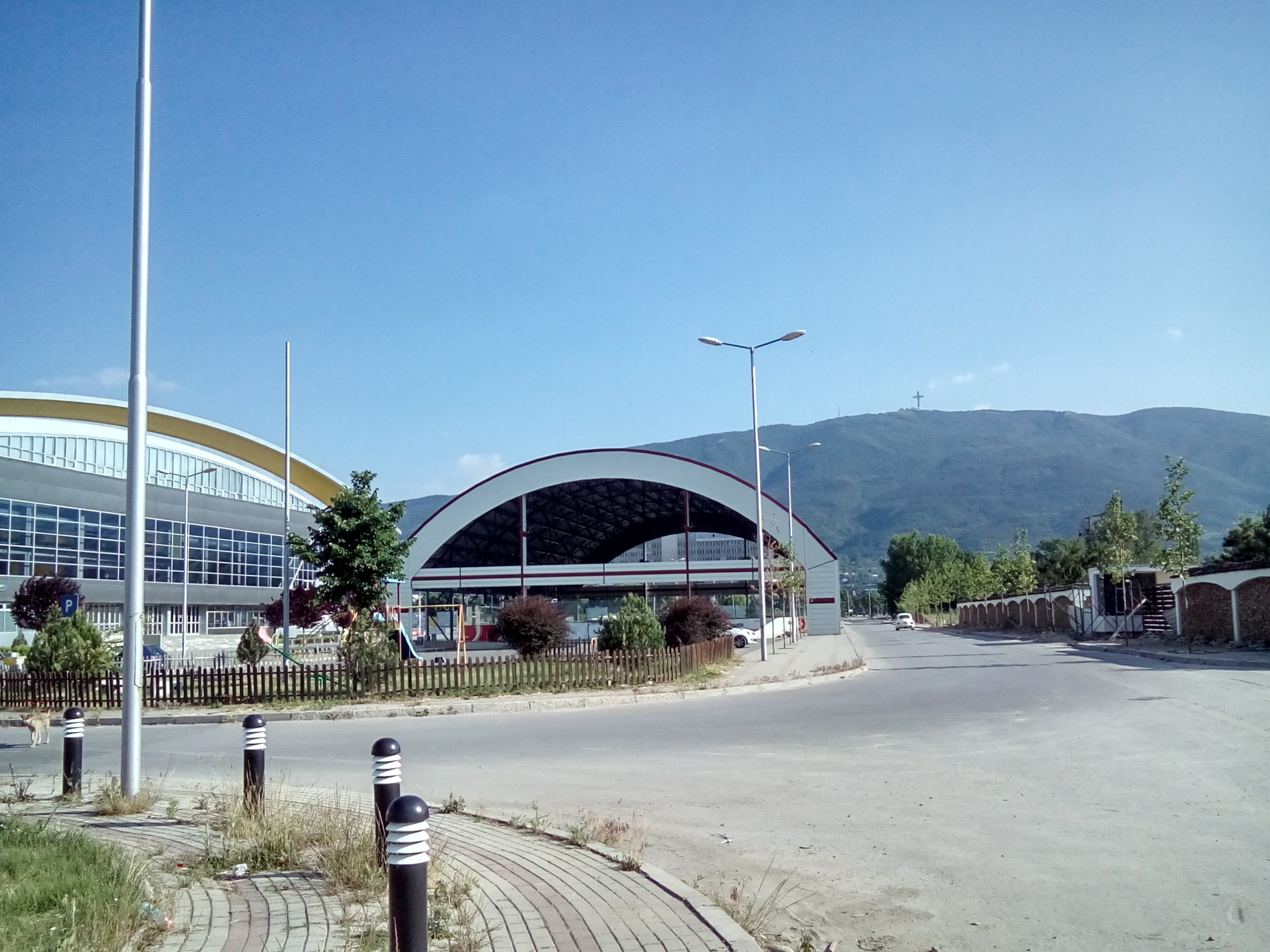
Die überdachte Eisbahn im Mai 2015